# Secrétaire d'État à l'Environnement, à l'Alimentation et aux Affaires rurales du cabinet fantôme
Le secrétaire d'État à l'Environnement, de l'Alimentation et des Affaires rurales du cabinet fantôme fait partie du cabinet fantôme du Royaume-Uni. Il est chargé de la politique de l'opposition qui traite des questions liées à l'environnement de l'alimentation et des affaires rurales.
La secrétaire de l'ombre actuelle est Victoria Atkins.

## Secrétaire de l'ombre
| Secrétaire d'État à l'Environnement de l'ombre                                           | Secrétaire d'État à l'Environnement de l'ombre | Secrétaire d'État à l'Environnement de l'ombre | Secrétaire d'État à l'Environnement de l'ombre | Secrétaire d'État à l'Environnement de l'ombre | Secrétaire d'État à l'Environnement de l'ombre | Secrétaire d'État à l'Environnement de l'ombre |
| Nom                                                                                      | Nom                                            | Nom                                            | Début de mandat                                | Fin de mandat                                  | Parti politique                                | Leader de l’opposition                         |
| ---------------------------------------------------------------------------------------- | ---------------------------------------------- | ---------------------------------------------- | ---------------------------------------------- | ---------------------------------------------- | ---------------------------------------------- | ---------------------------------------------- |
|                                                                                          | Anthony Crosland                               |                                                | 19 juin 1970                                   | 5 mars 1974                                    | Labour                                         | Harold Wilson                                  |
|                                                                                          | Margaret Thatcher                              |                                                | 28 février 1974                                | 18 février 1975                                | Conservateur                                   | Edward Heath                                   |
|                                                                                          | Timothy Raison                                 |                                                | 18 février 1975                                | 19 novembre 1976                               | Conservateur                                   | Margaret Thatcher                              |
|                                                                                          | Michael Heseltine                              |                                                | 19 novembre 1976                               | 4 mai 1979                                     | Conservateur                                   | Margaret Thatcher                              |
|                                                                                          | Roy Hattersley                                 |                                                | 14 juillet 1979                                | 1980                                           | Travailliste                                   | James Callaghan                                |
|                                                                                          | Gerald Kaufman                                 |                                                | 8 décembre 1980                                | 31 octobre 1983                                | Travailliste                                   | Michael Foot                                   |
|                                                                                          | Jack Cunningham                                |                                                | 31 octobre 1983                                | 2 novembre 1989                                | Travailliste                                   | Neil Kinnock                                   |
|                                                                                          | Bryan Gould                                    |                                                | 2 novembre 1989                                | 18 juillet 1992                                | Travailliste                                   | Neil Kinnock                                   |
|                                                                                          | Chris Smith                                    |                                                | 18 juillet 1992                                | 20 octobre 1994                                | Travailliste                                   | John Smith                                     |
| Margarett Beckett                                                                        | Chris Smith                                    |                                                | 18 juillet 1992                                | 20 octobre 1994                                | Travailliste                                   |                                                |
|                                                                                          | Frank Dobson                                   |                                                | 20 octobre 1994                                | 2 mai 1997                                     | Travailliste                                   | Tony Blair                                     |
|                                                                                          | John Gummer                                    |                                                | 2 mai 1997                                     | juin 1997                                      | Conservateur                                   | John Major                                     |
| Secrétaire d'État à l'Environnement, des Transports et des Régions de l'ombre            |                                                |                                                |                                                |                                                |                                                |                                                |
| Nom                                                                                      | Nom                                            | Nom                                            | Début de mandat                                | Fin de mandat                                  | Parti politique                                | Leader de l'opposition                         |
|                                                                                          | Norman Fowler                                  |                                                | juin 1997                                      | 1er juin 1998                                  | Conservateur                                   | William Hague                                  |
|                                                                                          | Gillian Shephard                               |                                                | 1er juin 1998                                  | 14 juin 1999                                   | Conservateur                                   | William Hague                                  |
|                                                                                          | John Redwood                                   |                                                | 14 juin 1999                                   | 2 février 2000                                 | Conservateur                                   | William Hague                                  |
|                                                                                          | Archie Norman                                  |                                                | 2 février 2000                                 | 18 septembre 2001                              | Conservateur                                   | William Hague                                  |
| Secrétaire d'État à l'Environnement, à l'Alimentation et aux Affaires rurales de l'ombre |                                                |                                                |                                                |                                                |                                                |                                                |
| Nom                                                                                      | Nom                                            | Nom                                            | Début de mandat                                | Fin de mandat                                  | Parti politique                                | Leader de l'opposition                         |
|                                                                                          | Peter Ainsworth                                |                                                | 18 septembre 2001                              | 23 juillet 2002                                | Conservateur                                   | Iain Duncan Smith                              |
|                                                                                          | David Lidington                                | 45px                                           | 23 juillet 2002                                | 10 novembre 2003                               | Conservateur                                   | Iain Duncan Smith                              |
| Secrétaire d'État à l'Environnement de l'ombre                                           |                                                |                                                |                                                |                                                |                                                |                                                |
| Nom                                                                                      | Nom                                            | Nom                                            | Début de mandat                                | Fin de mandat                                  | Parti politique                                | Leader de l'opposition                         |
|                                                                                          | Caroline Spelman                               |                                                | 10 novembre 2003                               | 15 mars 2004                                   | Conservateur                                   | Michael Howard                                 |
|                                                                                          | Richard Ottaway                                |                                                | 15 mars 2004                                   | 10 mai 2005                                    | Conservateur                                   | Michael Howard                                 |
| Secrétaire d'État à l'Environnement, à l'Alimentation et aux Affaires rurales de l'ombre |                                                |                                                |                                                |                                                |                                                |                                                |
| Nom                                                                                      | Nom                                            | Nom                                            | Début de mandat                                | Fin de mandat                                  | Parti politique                                | Leader de l'opposition                         |
|                                                                                          | Oliver Letwin                                  |                                                | 10 mai 2005                                    | 6 décembre 2005                                | Conservateur                                   | Michael Howard                                 |
|                                                                                          | Peter Ainsworth                                |                                                | 6 décembre 2005                                | 19 janvier 2009                                | Conservateur                                   | David Cameron                                  |
|                                                                                          | Nick Herbert                                   |                                                | 19 janvier 2009                                | 11 mai 2010                                    | Conservateur                                   | David Cameron                                  |
|                                                                                          | Hilary Benn                                    |                                                | 11 mai 2010                                    | 8 octobre 2010                                 | Travailliste                                   | Harriet Harman                                 |
|                                                                                          | Mary Creagh                                    |                                                | 8 octobre 2010                                 | 7 octobre 2013                                 | Travailliste                                   | Ed Miliband                                    |
|                                                                                          | Maria Eagle                                    |                                                | 7 octobre 2013                                 | 14 septembre 2015                              | Travailliste                                   | Ed Miliband                                    |
|                                                                                          | Maria Eagle                                    | Harriet Harman                                 | 7 octobre 2013                                 | 14 septembre 2015                              | Travailliste                                   |                                                |
|                                                                                          | Kerry McCarthy                                 |                                                | 14 septembre 2015                              | 26 juin 2016                                   | Travailliste                                   | Jeremy Corbyn                                  |
|                                                                                          | Rachael Maskell                                |                                                | 27 juin 2016                                   | 1er février 2017                               | Travailliste                                   | Jeremy Corbyn                                  |
|                                                                                          | Sue Hayman                                     |                                                | 9 février 2017                                 | 12 décembre 2019                               | Travailliste                                   | Jeremy Corbyn                                  |
|                                                                                          | Luke Pollard                                   |                                                | 7 janvier 2020                                 | 29 novembre 2021                               | Travailliste                                   | Jeremy Corbyn Keir Starmer                     |
|                                                                                          | Jim McMahon                                    |                                                | 29 novembre 2021                               | 4 septembre 2023                               | Travailliste                                   | Keir Starmer                                   |
|                                                                                          | Steve Reed                                     |                                                | 4 septembre 2023                               | 5 juillet 2024                                 | Travailliste                                   | Keir Starmer                                   |
|                                                                                          | Stephen Barclay                                |                                                | 8 juillet 2024                                 | 5 novembre 2024                                | Conservateur                                   | Rishi Sunak                                    |
|                                                                                          | Victoria Atkins                                |                                                | 5 novembre 2024                                | en cours                                       | Conservateur                                   | Kemi Badenoch                                  |